# TRMT61A
TRMT61A (англ. TRNA methyltransferase 61A) – білок, який кодується однойменним геном, розташованим у людей на 14-й хромосомі. Довжина поліпептидного ланцюга білка становить 289 амінокислот, а молекулярна маса — 31 382.
| 10         |  | 20         |  | 30         |  | 40         |  | 50         |
| ---------- |  | ---------- |  | ---------- |  | ---------- |  | ---------- |
| MSFVAYEELI |  | KEGDTAILSL |  | GHGAMVAVRV |  | QRGAQTQTRH |  | GVLRHSVDLI |
| GRPFGSKVTC |  | GRGGWVYVLH |  | PTPELWTLNL |  | PHRTQILYST |  | DIALITMMLE |
| LRPGSVVCES |  | GTGSGSVSHA |  | IIRTIAPTGH |  | LHTVEFHQQR |  | AEKAREEFQE |
| HRVGRWVTVR |  | TQDVCRSGFG |  | VSHVADAVFL |  | DIPSPWEAVG |  | HAWDALKVEG |
| GRFCSFSPCI |  | EQVQRTCQAL |  | AARGFSELST |  | LEVLPQVYNV |  | RTVSLPPPDL |
| GTGTDGPAGS |  | DTSPFRSGTP |  | MKEAVGHTGY |  | LTFATKTPG  |  |            |

A: Аланін

C: Цистеїн

D: Аспарагінова кислота

E: Глутамінова кислота

F: Фенілаланін

G: Гліцин

H: Гістидин

I: Ізолейцин

K: Лізин

L: Лейцин

M: Метіонін

N: Аспарагін

P: Пролін

Q: Глутамін

R: Аргінін

S: Серин

T: Треонін

V: Валін

W: Триптофан

Кодований геном білок за функціями належить до трансфераз, метилтрансфераз, фосфопротеїнів. 
Задіяний у таких біологічних процесах, як процесинг тРНК, ацетилювання. 
Білок має сайт для зв'язування з S-аденозил-L-метіоніном. 
Локалізований у ядрі.